# ارکستر اپرای تهران

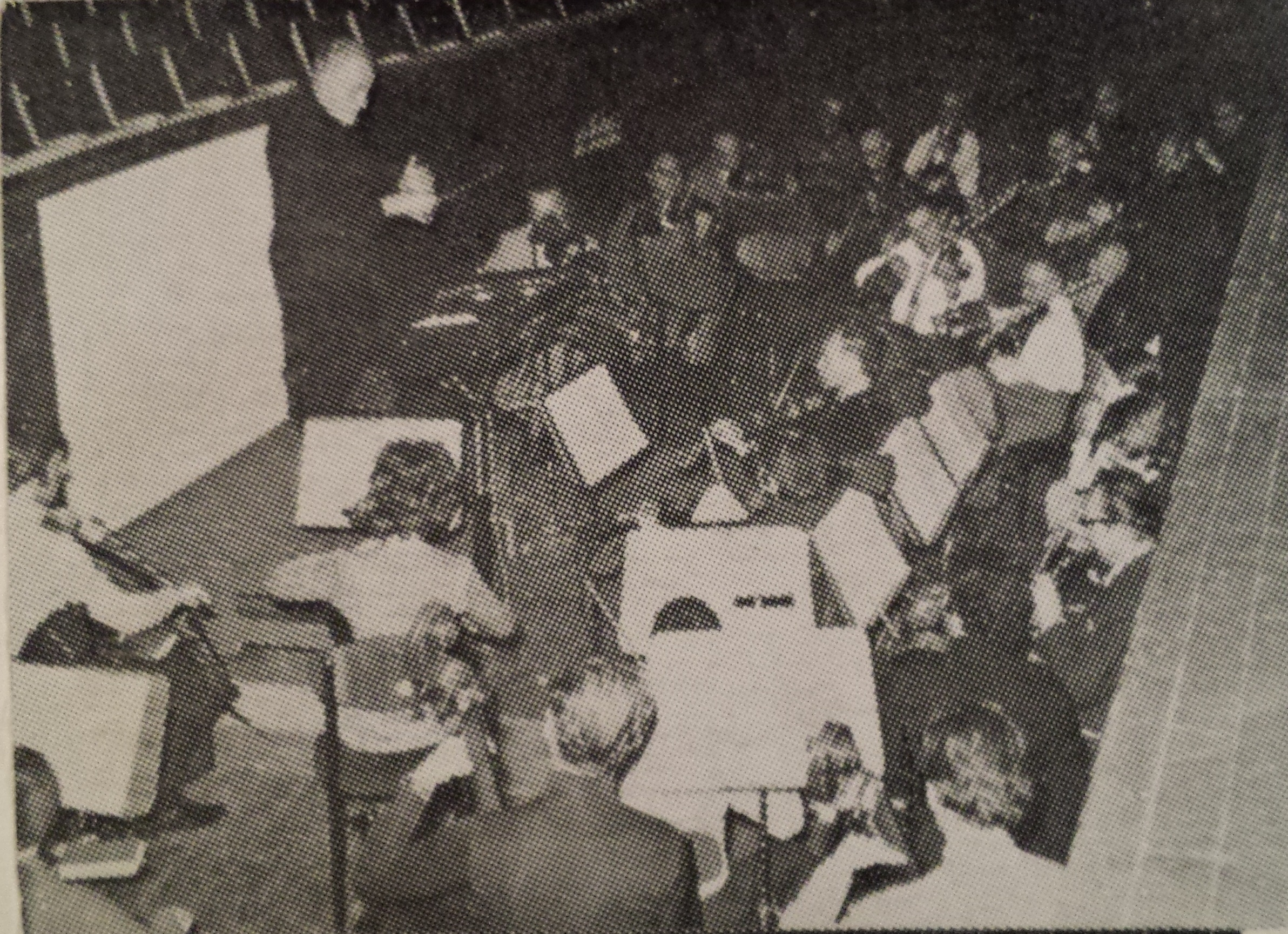
ارکستر اپرای تهران در سال ۱۳۵۱ به رهبری آلبرتو ارده

ارکستر اپرای تهران (Tehran Opera Orchestra) اجراکننده بخش موسیقی بیشتر برنامه‌های اپرا و باله در ایران از سال ۱۳۵۱ تا ۱۳۵۷ بود. این ارکستر بخشی از گروه اپرای تهران بود که در سال ۱۳۴۶ آغاز به کار کرد و در سال ۱۳۵۷ به فعالیت خود پایان داد.
فاخره صبا ، منیر وکیلی، اولین باغچه بان و حسین سرشار از بنیان گذاران اپرای تهران بودند.
بیشتر نوازندگان ارکستر اپرای تهران از اروپای شرقی برای کار به ایران دعوت شدند و گروه کوچکی از آنها ایرانی بودند.
نخستین رهبر ارکستر اپرای تهران مانریکو دتورا بود و پس از او رهبران گوناگونی از ایران و خارج آن را رهبری کرده‌اند از آن جمله: لوریس چکنوریان (رهبر ثابت از سال ۱۳۵۱) و رهبران میهمان: آلبرتو ارده، حشمت سنجری و ...
ارکستر اپرای تهران در پی پیروزی انقلاب اسلامی در ایران تعطیل شد و نوازندگان خارجی آن نیز به کشورهایشان بازگشتند.